# 룰루 (오페라)
룰루(Lulu)는 알반 베르크가 작곡한 3막의 독일어 오페라이다. 프랑크 베데킨트의 희곡, 《지령》(Erdgeist)과《판도라의 상자》(Die Büchse der Pandora)를 기초로, 작곡가 베르크가 직접 독일어 대본은 작성하였다. 작곡가의 죽음으로 3악장의 268줄까지만 완성시키고 나머지 부분은 미완성으로 남았다.
이 작품은 1937년에 미완성인 채로 초연되었고, 에르윈 스타인은 3막 전체의 성악부를 완성하였고, 베르크의 미망인, 엘레네 베르크는 아르놀트 쇤베르크에게 관현악 부분을 완성해달라고 부탁하였다. 쇤베르크는 처음엔 그 부탁을 받아들였지만, 베르크의 초안이 보내진 후, 이는 그가 예상한 것보다 시간이 더 많이 걸리는 일이라고 답했다. 그러자 헬레네는 그 오페라를 완성시킬 사람을 찾았고, 40년이 넘도록 첫 번째 2막만 완성된 채로 남아있었고, 3막에서는 "룰루 모음곡"으로 일부만 남아 있었다.
1976년에 헬레네가 사망하고 나서, 완전판의 길이 열렸다. 1979년, 프리드리히 체르하 보필에 의한「룰루」의 3막판이 출판되어 동년 2월 24일, 피에르 불레즈의 지휘로 가르니에궁에서 세계 초연 되었다.

## 등장인물
- 주요 배역

룰루, 하이 소프라노
게슈비츠 백작 부인, 드라마틱 소프라노
고등학교 소년, 콘트랄토
무대의상가, 신랑, 콘트랄토
은행가, 하이 베이스
화가 - 룰루의 두 번째 남편, 리릭 테너
흑인, 리릭 테너
쇤 박사 - 편집장, heroic baritone
알바 - 쇤 박사의 아들, 작곡가, young heroic tenor
쉬골흐 - 늙은이, high character bass
동물 조련사, heroic buffo bass
로트리고 - 운동선수, heroic buffo bass
왕자, 아프리카의 여향자/후작/남자 하인 - buffo tenor
극장 지배인, low buffo bass
교수, 어릿광대, 극장 일꾼 - 묵음
경찰, 의사, 룰루의 남편 - 대사역
15살 소녀, 오페라 soubrette
여성 예술가, 메조소프라노
언론인, 하이 바리톤
하인, 로어 바리톤
잭 더 리퍼, 히로익 바리톤
피아니스트, 무대 지배인, 왕자의 수행원들, 경찰들, 간호사들, 무용수들, 의상가들, 파티 손님들, 하인들, 일꾼들

## 줄거리

### 1막
- 1장

룰루는 나이가 지긋한 의사인 골의 부인으로 그녀의 초상화를 위해 자세를 취하고 있다. 룰루를 도랑에서 구출한 신문사 편집자이자, 현재 그녀의 불륜의 상대자인 쇤 박사가 역시 등장한다. 현지 그의 아들인 알바가 도착하여 변명을 늘어놓고, 그와 쇤 박사는 자리를 떠난다. 화가는 룰루에게 노골적으로 접근을 하고, 골 박사가 예상치 않게 들어선다. 그는 룰루와 화가가 단 둘이 있는 것을 발견하고, 곧 쓰러져 심장마비로 죽는다.
- 2장

룰루는 이제 화가와 결혼하였다. 그녀는 쇤 박사의 약혼을 발표하는 전보를 받아들고, 그에 마음이 어지러워진다. 그녀는 과거에 어떤 불특정한 방식에서 관계가 있었던 것으로 보이는 날건달 쉬골흐의 방문을 맞는다. 쇤 박사가 도착하여 쉬골흐에게 룰루의 아버지라고 언급한다. 그는 룰루에게 이제 그의 인생에서 상관하지 말라고 부탁한다. 룰루는 그의 요청에 동요하지 않고, 그녀의 남편인 화가가 도착할 때, 룰루는 떠난다. 쇤 박사는 화가에게 그들의 불륜에관하여 말하고, 그의 아내에게 그에 대하여 맞서라고 강요한다. 화가는 남아서 걷보기에는 룰루와 맞설것으로 보이나, 대신 그는 자신의 목을 그어버린다. 룰루는 그 자살에 동여하지 않는 것으로 보이며, 단순히 쇤 박사에게 "당신은 나와 어느 때고 결혼할 것이다"라고 말한다.
- 3장

룰루는 무용수로 일하며, 그녀의 분장실에서 알바와 함께 앉아있다. 이 둘은 룰루를 사랑하며 그녀와 결혼하기 원하는 왕자 등, 다양한 주제에 대해 얘기한다. 룰루는 무대 공연을 위해 나서나, 쇤 박사와 그의 약혼자가 관객에 있다는 이유로 춤추기를 거절한다. 쇤 박사는 안으로 들아와 그녀가 공연하기를 석득하려 한다. 단 둘이 남자, 룰루는 쇤에게 그녀는 왕자와 함께 아프리카로 떠날 것을 생각 중이라고 말한다. 쇤 박사는 그녀 없이는 살 수 없다는 것을 깨닫고, 룰루가 불러주는 대로 약혼자에게 약혼을 깨뜨리는 편지를 쓸 것을 룰루에게 설득받는다. 룰루는 이제 조용히 공연을 지속한다.

### 2막
- 1장

룰루는 이제 쇤 박사와 결혼하였으며, 그는 그녀의 수많은 경애자 때문에 질투로 가득차있다. 그들 중 레즈비언인 게슈비츠 백작부인이 룰루를 방문하여 무대회로 초대하지만, 쇤 박사의 거절의 의사에 떠난다. 부부가 밖으로 외출하자, 백작부인이 돌아와 숨는다. 두 명의 다른 구애자인 광대와 학생이 역시 안으로 들어오고, 룰루가 돌아오자 그녀와 대화하기 시작한다. 곧 알바가 도착하고, 알바가 룰루를 향한 그의 사랑을 외치자, 구혼자들은 몸을 숨긴다. 쇤 박사가 돌아와 광대를 발견하고, 룰루와 긴 다툼을 시작하며, 그 과정에서 그는 다른 구애자들을 발견한다. 그는 룰루에게 리볼보를 건네주고, 그녀가 스스로 목숨을 끊기를 명령하지만, 그녀는 쇤을 대신 쏜다. 경찰이 도착하여 룰루를 살인죄로 체포한다.
- 막간

막간은 베르크의 회문(回文)적인 악보가 동반되는 무성 영화로 구성된다. 영화에서 룰루의 체포 장면, 재판, 판결과 구금을 보여준다. 그리고 그녀가 의도적으로 콜레라에 전염되는 것과 병원으로 후송되는 것을 보여 준다. 게쉬비츠 백작부인이 그녀를 방문하여, 그녀에게 옷을 건네주어, 룰루가 백작부인으로 변장하여 도망칠 수 있게 된다.
- 2장

게슈비츠 백작부인과 알바, 그리고 광대가 2막 1장과 같은 방에 모여있다. 그들은 백작부인을 그 병원에 데려갔던 쉬골흐를 기다린다. 백작부인은 룰루의 위치를 대신하여 그녀 자신의 자유를 희생할 계획으로, 너무 늦기 전에 아마도 룰루가 탈출했다는 것을 알아채지 못하게 하려 한다. 광대는 그는 룰루와 결혼하여 그녀와 함께 파리로 이주하여, 거기서 둘이 같이 공연하며 일할 것이라고 말한다. 쉬골흐는 백작부인과 함께 떠나며, 곧 룰루와 함께 돌아온다. 룰루가 병으로 너무 아프자, 광대는 그의 계획을 버리고, 경찰을 대신 불러오기 위해 떠난다. 쉬골흐는 기차표를 사기 위해 보내지고, 알바와 룰루 단둘이 남아 서로를 위한 그들의 사랑을 선언하고, 같이 떠나기로 동의한다.

### 3막
- 1장

룰루와 알바는 이제 파리에서 살고 있다. 장면은 카지노의 파티장이다. 룰루는 광대와 어떤 포주에 의해서 카지노 창녀촌에서 일하라고 협박을 받는다. 룰루는 여전히 쇤 박사의 살해로 수배중이며, 그들은 만약 룰루가 그들이 말한 것에 동의하지 않으며, 그녀를 고발할 것이라고 말한다. 쉬골흐가 도착하여, 돈을 요구한다. 룰루는 결국 광대를 호텔로 꾀어 그를 살해하기로 결심한다. 그들이 떠난 후, 파티의 하객들이 모두 소유하고, 너무나도 많은 확신을 가졌던 열차에 대한 주식이 붕괴했다는 소식이 도달한다. 파티는 곧 끝나고, 혼잡한 가운데, 룰루는 한 젊은이와 옷을 바꿔입는다. 그녀는 경찰이 도착하여 그녀를 다시 잡아가기 전에 알바와 함께 도망친다.
- 2장

룰루와 알바는 이제 빈곤한 가운데 쉬골흐와 함께, 런던에서 분주히 산다. 룰루는 창녀로 일하며, 고객인 어떤 교수(룰루의 첫 번째 남편인 골 박사의 같은 배우가 연기한다)와 함께 등장한다. 게슈비츠 백작부인이 곧 파리에서 가져온 룰루의 초상화와 함께 등장한다. 알바는 그 그림을 벽에 매단다. 룰루는 밖으로 나가 또다른 고객, 한 흑인(룰루의 두 번째 남편인 호가와 같은 배우가 연기한다)과 함께 도착한다. 그는 선불로 지불하길 거부하고, 결투끝에 알바를 죽인다. 쉬골흐는 게슈비츠 백작부인이 룰루가 살인에 전혀 동요하지 않았다는 사실을 깨닫고, 포기하려는 생각에 자살을 심사숙고하는 동안, 그 시체를 제거한다. 마침내 룰루는 밖으로 나가, 세 번째 고객(룰루의 세 번째 남편인 쇤 박사와 같은 배우가 연기한다)과 함께 돌아온다. 그는 가격을 흥정하고, 막 떠날려고 하는 차에, 룰루는 평상시 보다 적은 가격에 그와 동침하기로 결심한다. 그 고객은 사실 잭 더 리퍼로 룰루를 살해하고, 나가는 길에 룰루를 사랑하기로 결심한 백작부인 역시 살해하고, 막이 내린다.

## 악기 편성

### 피트 오케스트라
- 목관악기: 플루트3(피콜로를 겸함), 오보에3(제3은 잉글리시 호른을 겸함), 클라리넷3(제1과 제2는 E♭조를 겸함), 베이스클라리넷, 알토 색소폰, 바순3(제3은 콘트라바순을 겸함)
- 금관악기: 호른4, 트럼펫3, 트롬본3, 튜바
- 타악기: 팀파니, 트라이앵글, 탬버린, 작은북, 재즈 드럼, 큰북, 심벌즈, 스위치, 탐탐2, 실로폰, 비브라폰
- 건반악기: 피아노
- 현악기: 하프, 현악 5부

### 특별 집단
- 재즈 밴드(1막 3장에 등장)

클라리넷3, 베이스클라리넷, 알토색소폰, 테너 색소폰, 콘트라바순, 트럼펫2, 트롬본2, 수자폰, 재즈 드럼 세트(세 명의 연주자), 밴조, 피아노, 3대의 바이올린과 호른, 콘트라베이스
- 무대 위 앙상블(3막 1장에 등장)

피콜로, 플루트, 클라리넷3, 베이스클라리넷, 콘트라바순